# La Gresle
La Gresle – miejscowość i gmina we Francji, w regionie Owernia-Rodan-Alpy, w departamencie Loara.
Według danych na rok 1990 gminę zamieszkiwało 728 osób, a gęstość zaludnienia wynosiła 49 osób/km² (wśród 2880 gmin regionu Rodan-Alpy La Gresle plasuje się na 960. miejscu pod względem liczby ludności, natomiast pod względem powierzchni na miejscu 778.).